# 米沢鯉
米沢鯉（よねざわこい）は、山形県米沢市周辺で飼育される食用の鯉である。米沢のABCとして、舘山林檎(apple)・米沢牛(beef)とならぶ米沢の名産品となっている。

## 概要
1802年（享和2年）、内陸で水産資源に乏しい羽前米沢の領民の水腫病、乳不足などの医療食として、上杉鷹山が福島県相馬から稚魚をとりよせ、米沢城の濠で育てたのがはじまりといわれている。鯉料理は、米沢の祝いの席では欠かせない食べ物だったが、米沢市の鯉養殖場は数社にまで減少している。
米沢鯉は卵から養殖するため、川魚特有の臭みがなく、冬の厳しい寒さによって身が締まっているのが特徴である。